# Чилійська війна за незалежність
Чилійська війна за незалежність (ісп. Guerra de la Independencia de Chile) — збройний конфлікт між чилійськими креолами та іспанськими колоністами (віцекоролівством Перу) за незалежність Чилі від Іспанської імперії. Частина війн за незалежність іспанських колоній в Латинській Америці.
Після захоплення французькими військами Іспанії, колонією якої було генерал-капітанство Чилі у складі віцекоролівства Перу, імперія залишилася без монарха. У Чилі тим часом виникли три політичні течії — екстремісти, центристи та роялісти. Крім того, серед місцевої роялістської еліти була ідея підтримати дружину наступника престолу Португалії та дочку іспанського короля Карлоту Жоакіну в її прагненні захопити іспанські колонії та проголосити себе королевою Ла-Плати. Серед жодної з політичних течій не було відкритого прагнення до незалежності.
Період з 1810 по 1814 рік в історії Чилі називають Старою Батьківщиною. У вересні 1810 року в Сантьяго було створено «Урядову хунту» (Першу хунту) для управління державою. Її очолив Матео де Торо Самбрано. 1811 року відбулися вибори до Національного конгресу, в якому більшість здобули екстремісти Хуана Мартінеса де Росаса. Після заколоту Фігероа (квітень 1811) більшість екстремістів стали на позиції незалежності. Через внутрішні протиріччя наприкінці 1811 року відбулися два перевороти, внаслідок яких владу захопив Хосе Мігель Каррера, що встановив диктатуру. За його правління було встановлено дипломатичні контакти зі США. 1812 року з боку Перу розпочався іспанський наступ на Чилі, який здобув успіх за два роки. Стару Батьківщину було повалено, настав період Реконкісти.
За періоду Реконкісти (1814—1817) іспанська влада провела масові репресії проти чилійських патріотів. Частина чилійської еліти врятувалася втечею до аргентинської провінції Мендоса. Там Бернардо О'Гіґґінс та Хосе де Сан-Мартін розпочали формування визвольної армії для походу на Чилі. Водночас Мануель Родрігес очолив партизанську боротьбу.
Похід розпочався 1817 року. Чилійським патріотам за підтримки аргентинських сил вдалося зайняти частину Чилі разом зі столицею Сантьяго. Розпочала існування Нова Батьківщина. Верховним правителем було обрано Бернардо О'Гіґґінса (обіймав посаду до 1823). 12 лютого 1818 року було проголошено незалежність Чилі. Уряд проводив смертельну війну проти розбійників, які грабували сільські місцевості. Також чилійські сили брали участь у війні за незалежність Перу. Чилійська війна за незалежність завершилася перемогою Чилі 1826 року, коли іспанські колоністи капітулювали на архіпелазі Чилое — останньому своєму осередку опору.

## Передумови
На початку 1808 року генерал-капітанство Чилі — одна з найменших і найбідніших колоній Іспанії — перебувало під управлінням Луїса Муньйоса де Гусмана. У травні 1808 року скидання з іспанського престолу Карла IV та Фердинанда VII французькими військами, сходження на престол Жозефа Бонапарта, брата Наполеона, початок Піренейської війни спричинили хаос в імперії Бурбонів. Губернатор Чилі Гусман помер у лютому того ж року, і метрополія не встигла призначити нового керівника. Після короткого регентства судді Хуана Родрігеса Бальєстероса губернатором став старший військовий командир — бригадир Франсіско Антоніо Гарсія Карраско.
Гарсія Карраско став губернатором у квітні, а в серпні до Чилі дійшла звістка про повалення короля та французьке вторгнення, створення Військової Хунти для управління імперією за відсутності законного монарха. Водночас Карлота Жоакіна, дружина наступника престолуПортугалії та сестра Фердинанда VII, яка тоді перебувала в Бразилії, вважаючи себе законною наступницею престолу в умовах арешту батька та брата у Франції, спробувала установити контроль над іспанськими колоніями в Латинській Америці. Її план полягав у тому, щоб відправити війська до Буенос-Айреса, окупувати його та оголосити себе королевою Ла-Плати.
На той час у Чилі, як і в інших іспанських колоніях Південної Америки, сформувалася своєрідна система незалежності від метрополії, яка, зокрема, полягала у змові трьох Антоніо. Губернатор Гарсія Карраско зміг протистояти першій хвилі невдоволення креолів. Після повалення Фердинанда VII у Чилі сформувалися три партії: «абсолютисти», які виступали за статус-кво та владу поваленого короля, «карлотисти», які виступали за владу королеви Португалії, та «хунтисти», що прагнули встановити військову хунту (тимчасовий уряд).
1809 року спалахнув корупційний «Скандал Скорпіона», до якого виявився причетним губернатор Гарсія Карраско. Після цього його авторитет різко впав, а невдоволення почали наростати. У червні 1810 року з Буенос-Айреса прибула новина про те, що війська Наполеона захопили Андалусію та взяли в облогу місто Кадіс — останній форпост іспанського опору. При цьому Військова Хунта саморозпустилася на користь Регентської ради. Губернатор Гарсія Карраско, прихильник «карлотистів», без належного суду депортував до Ліми авторитетних осіб, яких підозрювали у намірах створення хунти в Чилі.
Натхненний Травневою революцією в Аргентині автономістський рух став поширюватися серед креольської еліти. 16 липня 1810 року під тиском креолів губернатор Гарсія Карраско був змушений піти у відставку. На його місце став Матео де Торо Самбрано, попри те, що віцекороль Перу призначив новим губернатором призначив Франсіско Хав'єра де Еліо.
Граф Торо Самбрано був креолом (білим, що народився в колонії), на відміну від більшості чиновників, які народилися в Іспанії та були «пенінсуларами». Одразу після посідання посади губернатора на нього почався тиск з боку «хунтистів». У серпні 1810 року Королівський апеляційний суд публічно склав присягу Регентській раді. Після цього Торо Самбрано вирішив провести засідання кабільдо в Сантьяго для обговорення цього питання. Засідання було призначене на 11 годину ранку 18 вересня 1810 року.

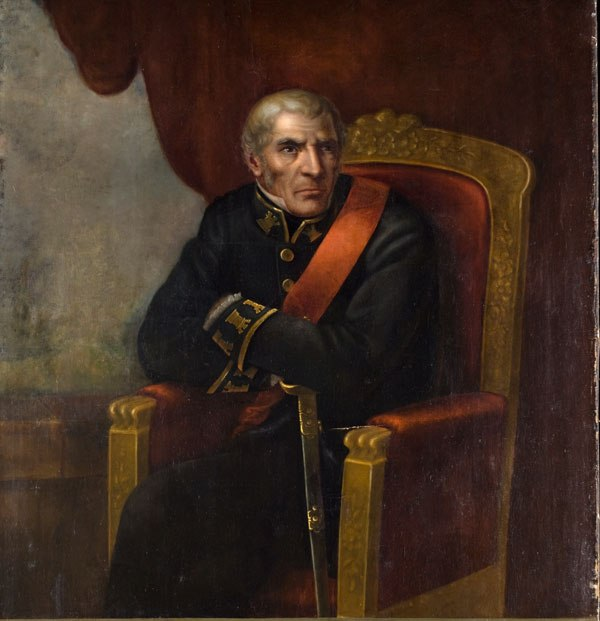
Франсіско Антоніо Гарсія Карраско
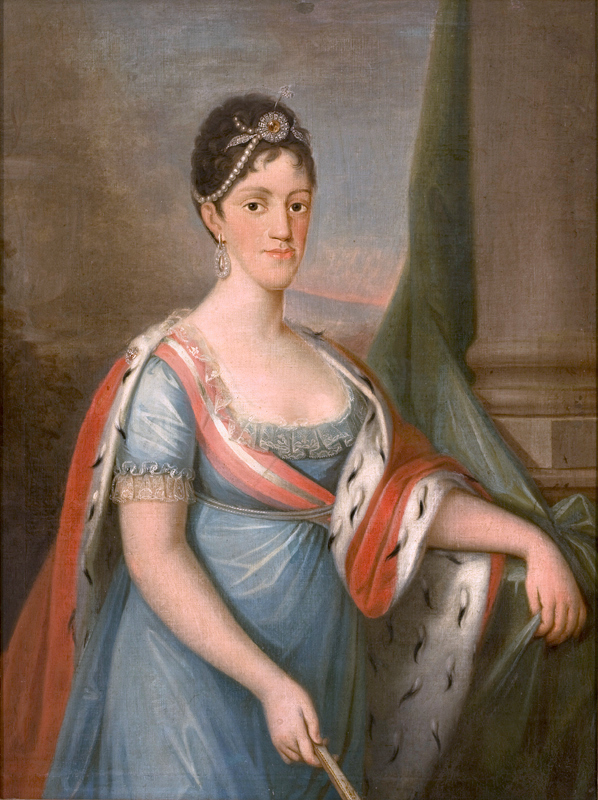
Карлота Жоакіна Іспанська
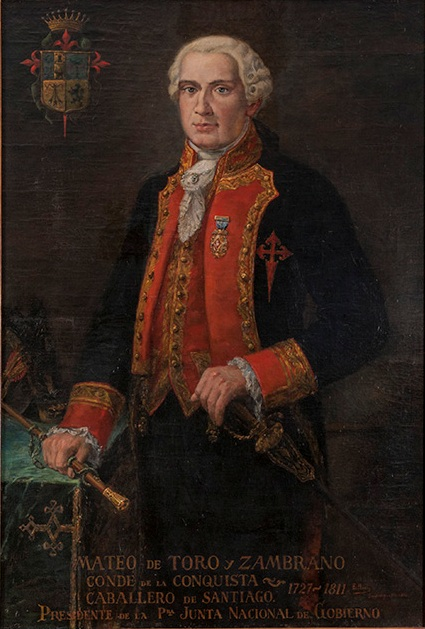
Матео де Торо Самбрано

## Patria Vieja
Період в історії війни за незалежність Чилі від 1810 по 1814 рік відомий як Patria Vieja, тобто Стара Батьківщина.

### Перша хунта

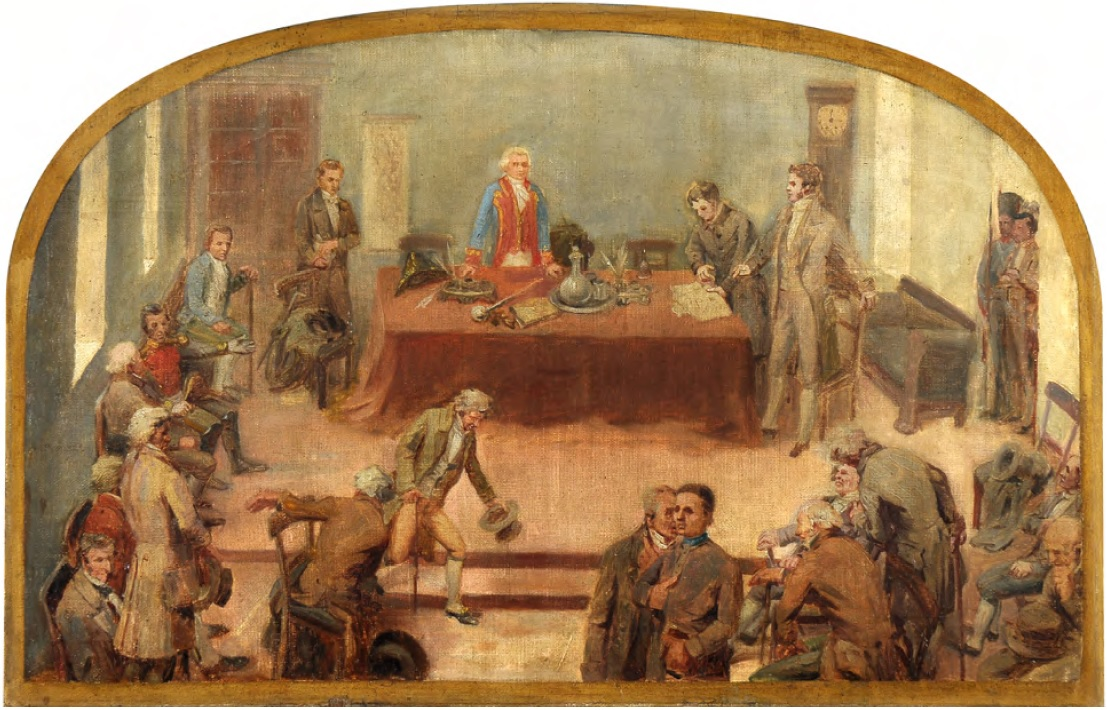
Сесія Першої хунти

Із самого початку «хунтисти» взяли ініціативу в свої руки. Як тільки був скликаний кабільдо, вони змогли провести своїх представників до нього. На сесії 18 вересня вони захопили центральну сцену, скандуючи «Junta queremos! Junta queremos!» («Хочемо хунту! Хочемо хунту!»). Торо Самбрано, зіткнувшись з таким проявом сили, фактично відсторонився від прийняття рішень.

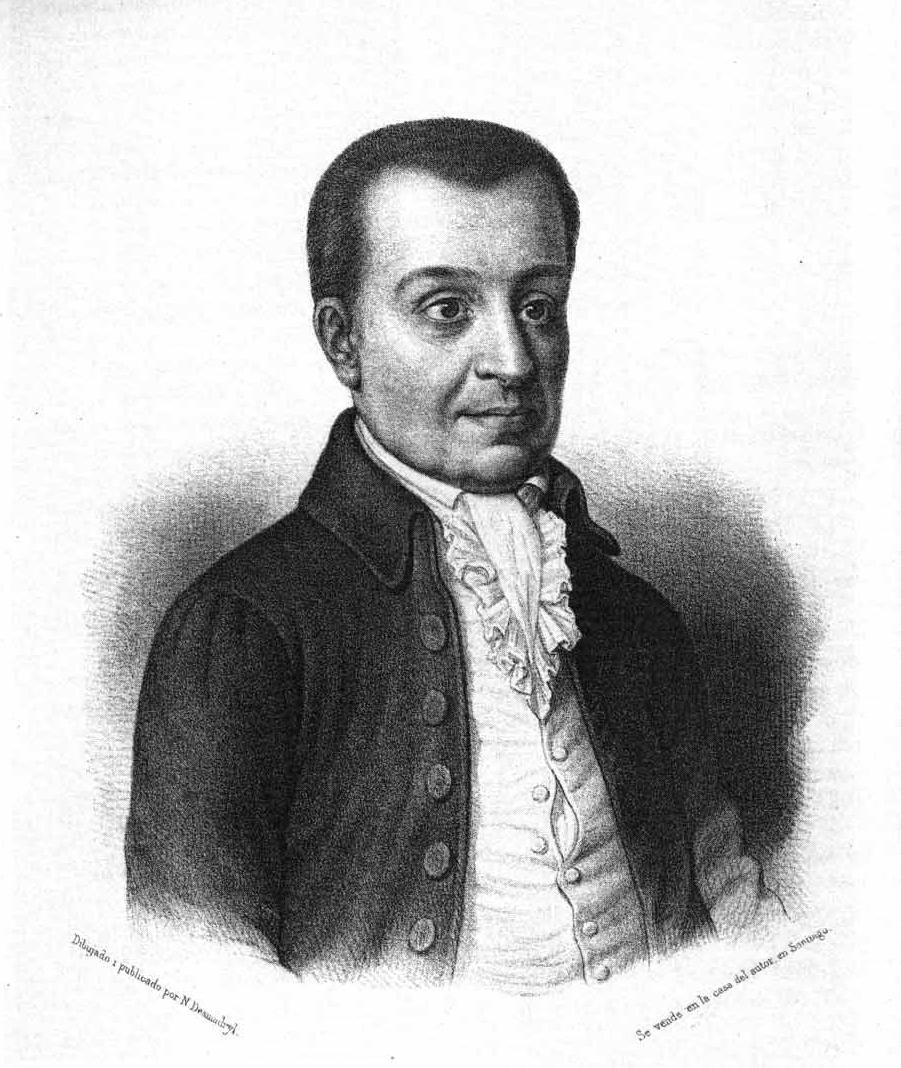
Хуан Мартінес де Росас

«Урядова хунта Королівства Чилі», також відома як Перша хунта, була наділена такими ж повноваженнями, як і королівський губернатор. Першим її заходом було складення присяги королю Фердинандові VII як законному королю. Торо Самбрано був обраний президентом хунти, а інші посади розділили між собою порівну інші партії, хоча справжня влада належала секретареві Хуанові Мартінесу де Росасу. Згодом Хунта вжила деяких конкретних заходів, як-от створення міліції для захисту країни, оголошення свободи торгівлі з усіма країнами — союзниками Іспанії та нейтральними державами, введення унікального тарифу 134 % для всього імпорту (окрім друкарських машин, книжок, рушниць, звільнених від усіх податків). Хунта також оголосила про створення Національного конгресу в складі 42 осіб та призначила вибори до нього на 1811 рік.
З'явилися три політичні тенденції: екстремісти (exaltados), помірковані (moderados) та роялісти (realistas). Усі групи були рішуче проти незалежності Чилі від Іспанії та диференціювались тільки щодо питання рівня автономії. Помірковані під керівництвом Хосе Мігель Інфанте, що мали більшість голосів у Хунті, виступали за повільний темп реформ, оскільки вважали, що як тільки король повернеться до влади, то може подумати, що чилійці прагнуть незалежності. Екстремісти на чолі з Хуаном Мартінесом де Росасом посідали друге місце за кількістю голосів, прагнули якомога більшої незалежності від Корони та ширшої автономії, закликали до швидкого проведення реформ. Роялісти закликали не проводити жодних реформ, зберігати статус-кво до відновлення влади Бурбонів у метрополії, проте мали найменше голосів у Хунті.
До березня 1811 року 36 депутатів Національного конгресу були обрані в усіх великих містах, окрім Сантьяго та Вальпараїсо. Великою політичною несподіванкою стала перемога роялістів у Консепсьйоні. У інших частинах Чилі результати були біль-менш однакові: 12 голосів за екстремістів Росаса, 14 — проти, 3 — за роялістів. Вибори мали завершитись 10 квітня.

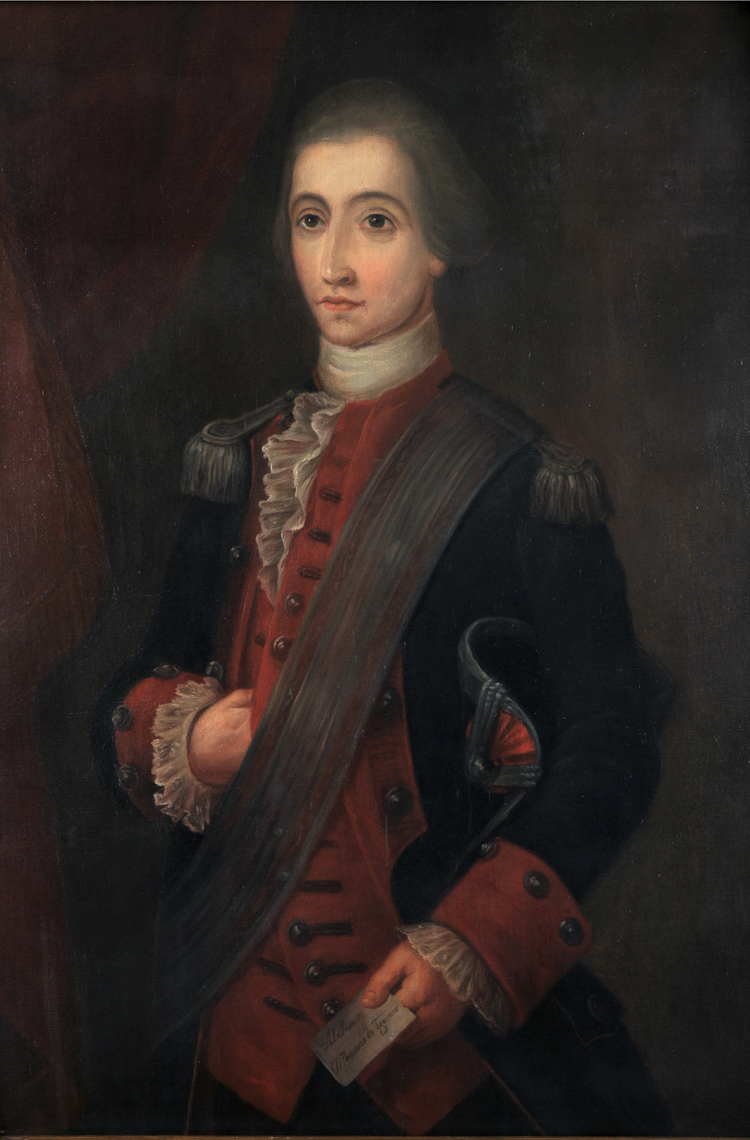
Томас де Фігероа

1 квітня 1811 року Томас де Фігероа, полковник-рояліст, вважаючи вибори популістським заходом, підняв повстання в Сантьяго. Проте воно було придушене, а самого Фігероа стратили. Проте вибори довелося перенести через цей заколот.
Національний конгрес був успішно сформований. Більшість отримали помірковані. Екстремісти Росаса здобули меншість голосів. Проте заколот Фігороа сприяв радикалізації у суспільно-політичній сфері. Зараз частина екстремістів-революціонерів, які складали меншість серед своєї партії, прагнули вже не широкої автономії, а повної незалежності від Іспанії. Королівська аудієнція Сантьяго, осередок іспанського правління в країні, була розпущена за нібито співучасть у заколоті.

### Диктатура Каррери

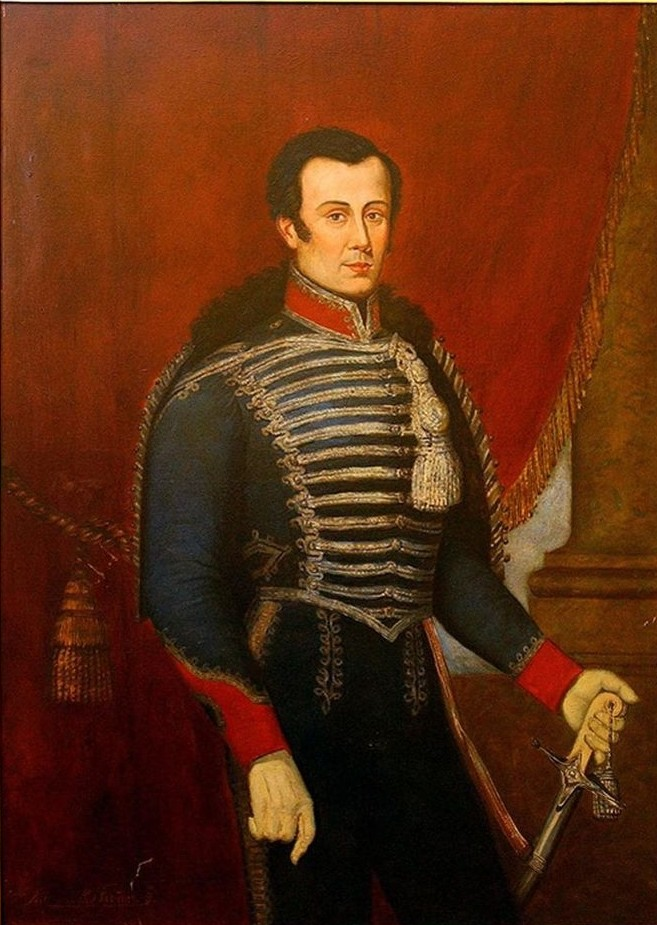
Хосе Мігель Каррера

Згодом ветеран Піренейських війн Хосе Мігель Каррера повернувся до Чилі з Іспанії. Він втрутився в інтриги екстремістів, які прагнули вирвати владу з рук Росаса. Наприкінці 1811 року вони здійснили два перевороти, внаслідок яких була встановлена диктатура Каррери. Головними членами уряду стали брати Каррери Хуан Хосе та Луїс і Бернардо О'Гіґґінс.
Тимчасова Конституція, оприлюднена 1812 року, була написана під помітним ліберальним впливом. Йшлося про те, що «жоден наказ з-за меж території Чилі не матиме жодного ефекту, і будь-хто, хто спробує забезпечити дотримання цього наказу, вважатиметься зрадником».

Синьо-біло-жовтий прапор Patria Vieja

Каррера також запровадив символи Patria Vieja, як-от синьо-біло-жовтий прапор, герб та знаки розрізнення. В часи диктатури Каррери видавався перший чилійський часопис «La Aurora de Chile» під редакцією Каміло Енрікеса. Було створено такі установи як Національний інститут та Національна бібліотека Чилі, що існують і досі.
Найважливішим кроком зовнішньої політики Каррери є запрошення до Сантьяго консула Сполучених Штатів Америки, оскільки таким чином було встановлено зв'язки між американськими лібералізмом та федералізмом і рухом за незалежність Чилі.

### Іспанські вторгнення

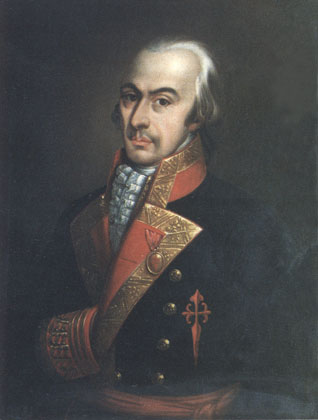
Антоніо Пареха

Перемога революцій в Чилі та Аргентині занепокоїли віцекороля Перу Хосе Фернандо де Абаскаля. 1813 року він відправив морську експедицію до Чилі на чолі з Антоніо Парехою. Війська висадилися у Консепсьйоні, де їх привітали оплесками. Згодом Пареха спробував захопити Сантьяго, але ця спроба не була вдалою. Також невдалою виявилася спроба взяття міста Габіно Гаїнсою. У битві при Ель-Робле Хосе Мігель Каррера був узятий в полон. Замість нього було призначено Верховного правителя Франсіско де ла Ластра, а армію очолив Бернардо О'ГІґґінс.

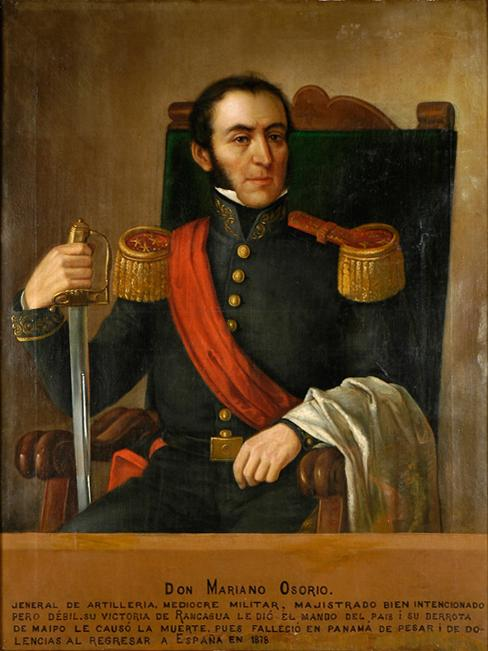
Маріано Осоріо

Після другої спроби Гаїнси взяти Сантьяго 14 травня 1814 року було підписано Ліркайський договір, що формально означав мир, проте насправді забезпечив павзу для підсилення армій. Крім того, після підписання договору відбувся обмін полоненими, і Каррера зміг звільнитися з полону.
Хосе Мігель Каррера не був задоволений Ліркайським договором. Він влаштував переворот та повалив уряд де ла Ластри. Проте командувач чилійських військ О'Гіґґінс не визнав владу Каррери. У битві при Лас-Трес-Асекіяс 26 серпня 1814 року прихильники Каррери розгромили прихильників О'Гіґґінса.
Абаскаль також не визнав умови Ліркайського договору і відправив до Чилі більш чисельну армію на чолі з Маріано Осоріо. Роялістська армія висадилася в Чильяні, вимагаючи повної капітуляції.

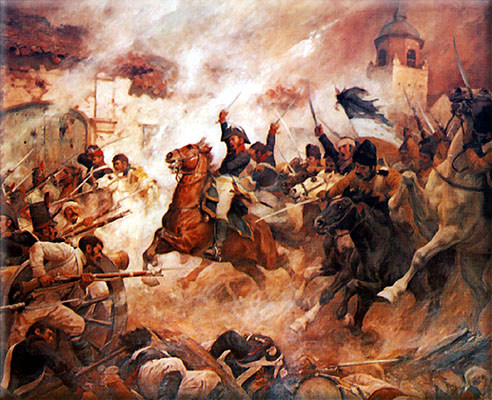
Битва при Ранкагуа

О'Гіґґінс збирався зупинити Осоріо під Ранкагуа, а Каррера — на перевалі Ангостура, більш зручній оборонній позиції, проте ближчій до Сантьяго. Через протиріччя та, як наслідок, відсутність координації сили прихильників незалежності були розділені. У битві при Ранкагуа О'Гіґґінс воював без підкріплень. З 5000 його військових вижили тільки 500. У чилійській історіографії цю битву також називають Катастрофою при Ранкагуа. Незадовго після поразки чилійці відступили, і Сантьяго був зайнятий роялістськими військами. Ця подія вважається завершенням Patria Vieja та початком періоду Реконкісти.
Вторгнення та виявлена ним некомпетентність Каррери сприяло підсиленню позицій центристів на чолі з О'Гіґґінсом. Вони змогли здобути більший вплив, ніж прихильники незалежності. 2 жовтня 1814 року Каррера пішов у відставку.

## Реконкіста

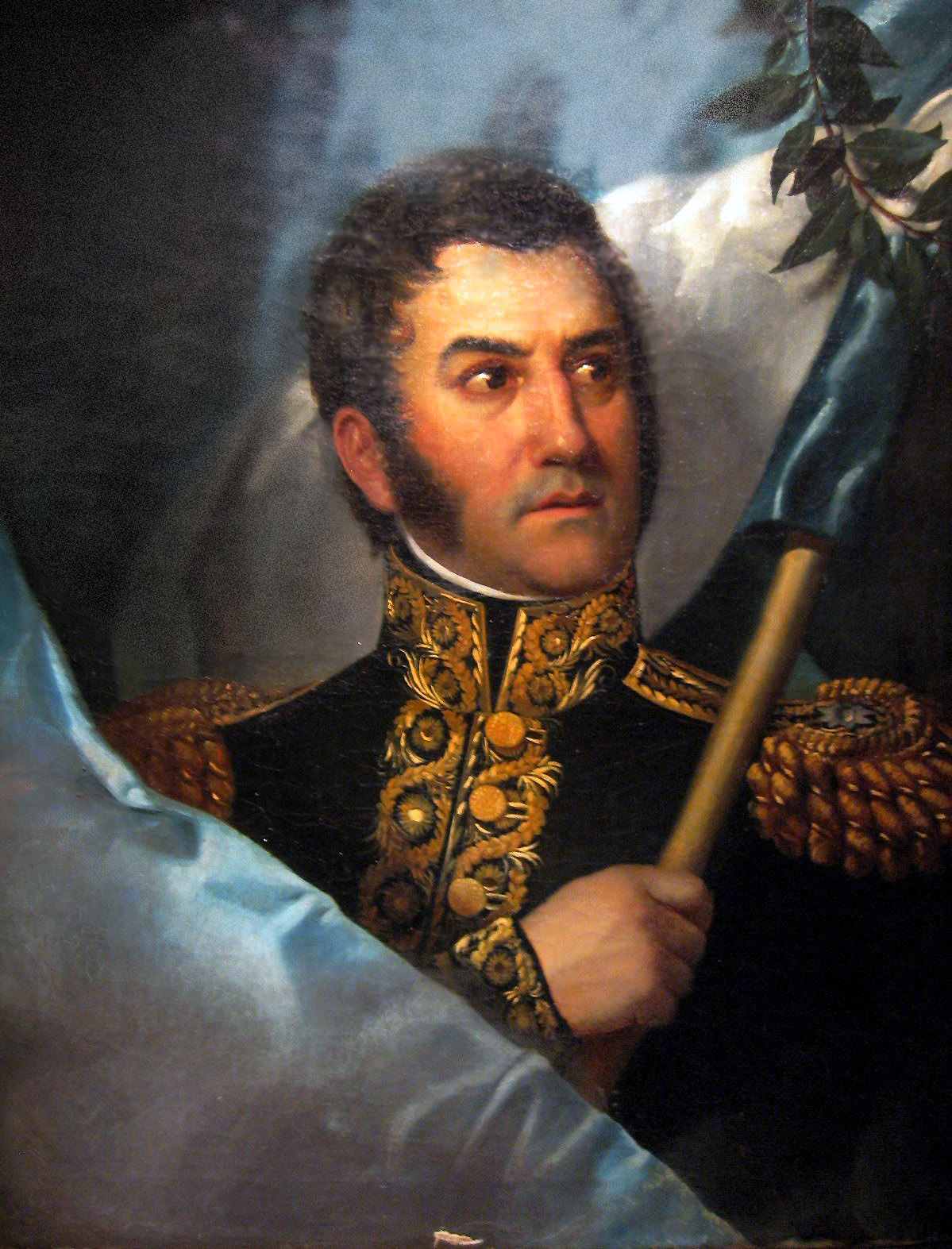
Хосе Франсіско де Сан-Мартін

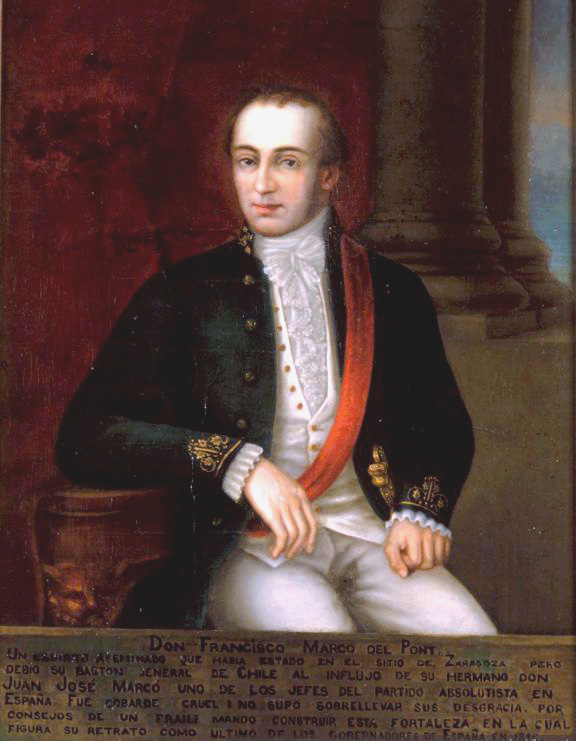
Франсіско Марко дель Понт

Віцекороль Абаскаль призначив Маріано Осоріо губернатором Чилі. 1815 року протиріччя між ними призвели до відставки Осоріо та призначення на його посаду Франсіско Марко дель Понта. В будь-якому випадку, іспанці вважали за необхідне покарати повстанців-революціонерів. Проти них були проведені широкі репресії, які організував Вісенте Сан-Бруно. Патріотів, спійманих в Сантьяго, серед яких були члени Першої хунти, відправили у заслання на архіпелаг Хуан-Фернандес. Проте такі дії не заспокоїли патріотів, і незабаром вони стали вважати, що все, відмінне від незалежності, є негативним для Чилі.
Частина патріотів, зокрема О'Гіґґінс та Каррера, втекли до аргентинської провінції Мендоса. Тоді її губернатором був Хосе Франсіско де Сан-Мартін — лідер аргентинського руху за незалежність, що сприймався як «Симон Болівар південної частини Іспанської Південної Америки». Після прибуття чилійців Сан-Мартін одразу став підтримувати їх, особливо О'Гіґґінса (імовірно, через те, що в минулому вони разом були членами таємної ложі Лаутаро). Вплив Каррери почав при цьому спадати.

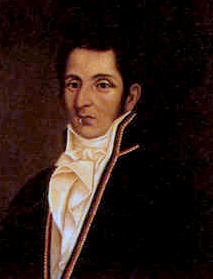
Мануель Родрігес

У той час, коли О'Гіґґінс та Сан-Мартін збирали армію для наступу через Анди, вони доручили адвокатові Мануелю Родрігесу організувати партизанську кампанію. Метою кампанії було виснажувати іспанські сили з тилу, висміювати Сан-Бруно та укріпляти бойовий дух патріотів. Завдяки своїм діям Родрігес став романтичним героєм війни за незалежність Чилі. В одному зі своїх найвідоміших інцидентів Родрігес зміг випросити милостині у губернатора дель Понта, хоча той вже тоді оголосив нагороду за голову Родрігеса.

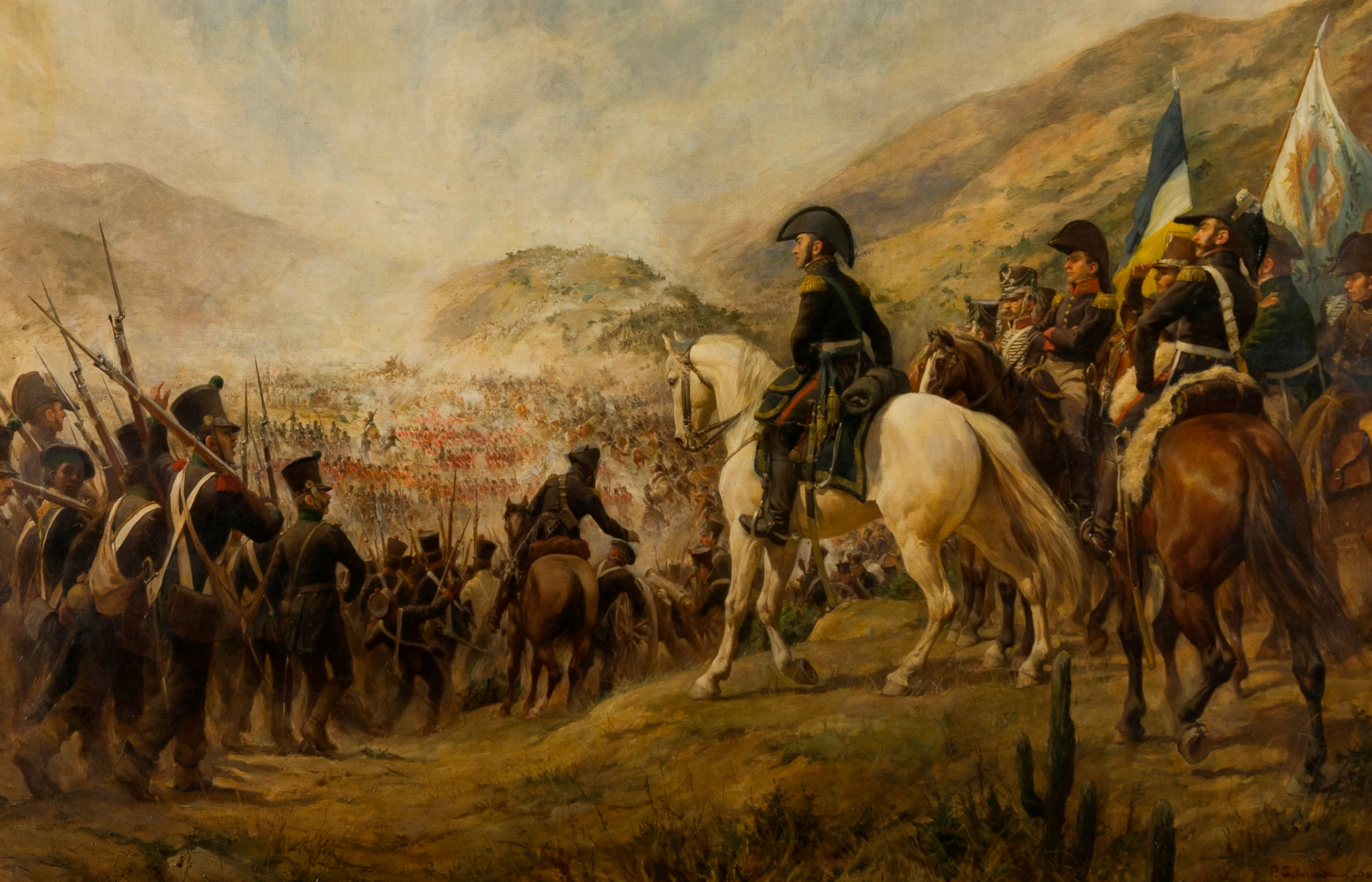
Битва при Чакабуко (12 лютого 1817)

Карта бойових дій станом на 1817 рік

Андська визвольна армія була готова до 1817 року. Після переходу Анд вони зустріли роялістські війська на чолі з Рафаелем Марото на рівнині Чакабуко на північ від Сантьяго. У битві при Чакабуко 12 лютого 1817 року сили незалежності здобули значну перемогу. Згодом патріоти знову вступили до Сантьяго. Сан-Мартін був оголошений Верховним правителем, проте відмовився від цієї посади і призначив на неї О'Гіґґінса.

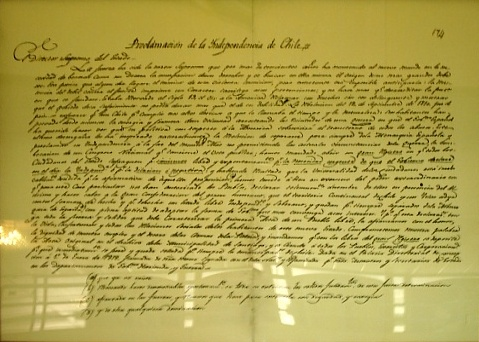
Декларація про незалежність Чилі

Рівно за рік після битви при Чакабуко, 12 лютого 1818 року, Бернардо О'Гіґґінс офіційно проголосив незалежність Республіки Чилі.

## Patria Nueva

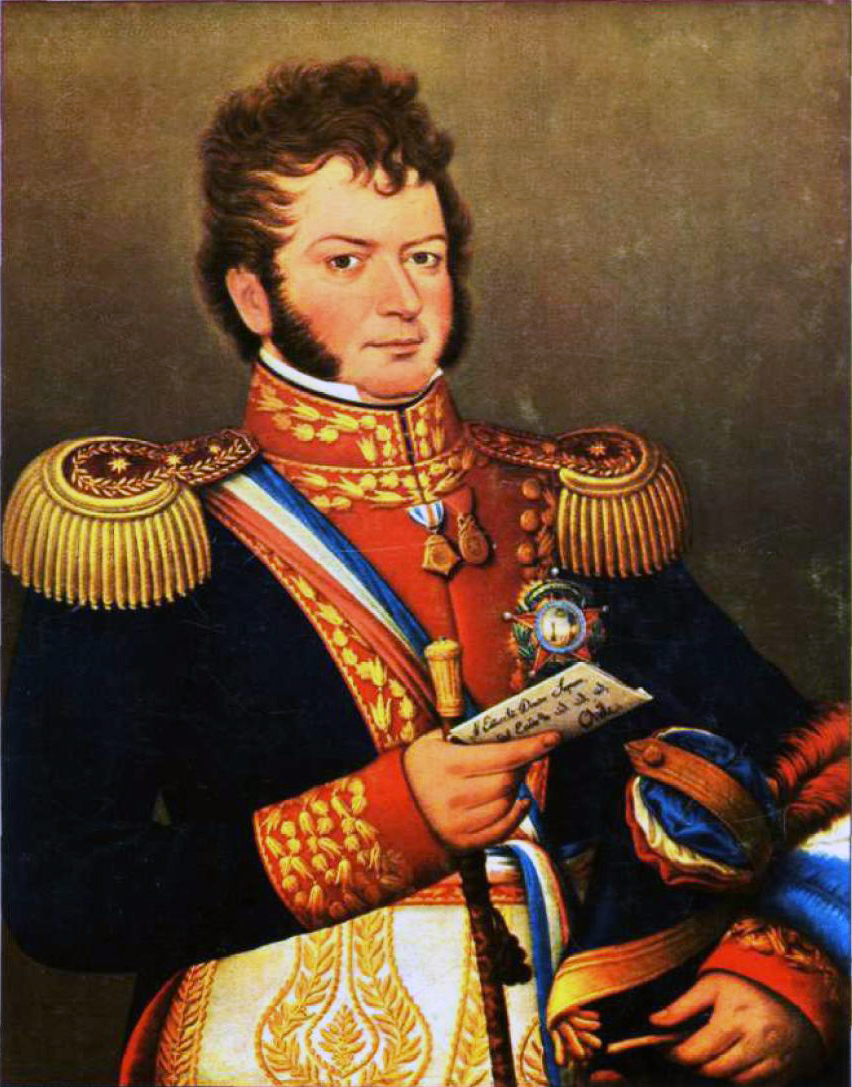
Бернардо О'Гіґґінс

У чилійській історіографії період Patria Nueva (Нова Батьківщина) — період війни за незалежність Чилі між 1817 та 1823 роками, тобто між початком походу через Анди та відставкою Бернардо О'Гіґґінса з посади Верховного правителя. Проте іноді вважають, що ідеї Patria Nueva побутують у чилійському суспільстві і досі.

### Іспанський наступ 1818 року
|                                        |  |
| Іспанське вторгнення до Чилі 1818 року |  |

У цей час Хоакін де ла Песуела був призначений новим віцекоролем Перу. Тоді він зайнявся справами Чилі, губернатором якого був Маріано Осоріо, що був віцекоролю зятем. Песуела відправив Осоріо на південь з новою експедицією. Війська висадилися в Консепсьйоні та почали вербувати місцеве індіанське населення з групи мапуче. Тим часом О'Гіґґінс рушив на північ, щоб зупинити наступ роялістів. Однак його війська були зненацька захоплені та розбиті під час другої битви при Канча-Раяді 18 березня 1818 року. На заваді патріотам стала чутка, нібито Сан-Мартін та О'Гіґґінс мертві. Вона виникла у зв'язку з тим, що О'Гіґґінс був поранений на полі бою. Паніка охопила військо, і багато солдатів думали про те, щоб відступити через Анди назад у Мендосу. За таких критичних обставин Мануель Родрігес очолив армію та об'єднав солдатів закликом: «Там все ще ваша країна, громадяни!» Він проголосив себе Верховним правителем та обіймав цю посаду 30 годин, поки поранений О'Гіґґінс повернувся до Сантьяго.

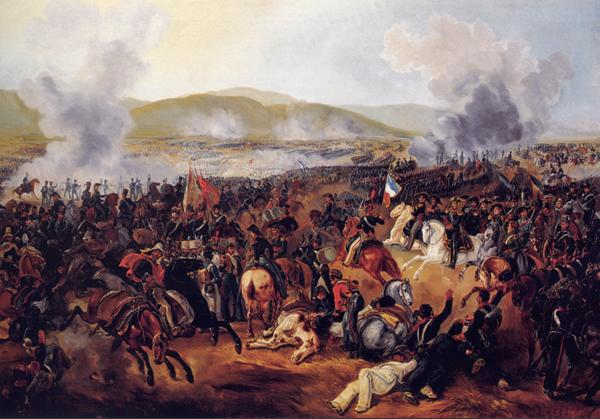
Битва при Майпу (5 квітня 1818)

Згодом Сан-Мартін завдав роялістам Осоріо поразки в битві при Майпу 5 квітня 1818 року. Після цього виснажені роялістські війська відсупили до Конпенсьйона і вже не проводили масштабних наступальних операцій на Сантьяго. Незалежність була майже забезпечена, і внутрішні протиріччя між патріотами бути згладжені, коли О'Гіґґінс привітав Сан-Мартіна як рятівника країни. Цей момент відомий як Обійми Майпу.

### Смертельна війна
Щоб ще більше укріпити чилійську незалежність, Хосе де Сан-Мартін вжив заходів щодо озброєних груп злочинців, роялістів та індіанців, які, користуючись ситуацією, грабували сільські місцевості в горах. Пізніше такі дії були названі Guerra a muerte (Смертельна війна) через тактику безщадності, оскільки ні партизани, ні урядові війська не захоплювали в полон. Тільки після того як група Вісенте Бенавідеса була ліквідована 1822 року, регіон навколо Консепсьйона став значно спокійнішим.

### Приєднання Вальдивії та Чилое
Поки Сан-Мартін працював над встановленням внутрішньої стабільності, О'Гіґґінс також намагався захистити країну від подальших зовнішніх загроз з боку іспанців. Він сформував чилійський флот як лінію оборони проти морських нападів, призначивши шотландця лорда Кокрена адміралом. 1820 року Кокрен завдав поразки роялістам, що залишилися у Вальдивії. Пізніше Кокрен відправив експедицію на чолі з Ґільєрмо Міллером до архіпелагу Чилое, що був останнім осередком іспанського опору в Чилі. Ця невдала спроба завершилася битвою при Агуї. Пізніше Хорхе Бошеф вирушив на чолі експедиції з Вальдивії та завдав поразки роялістам Осоріо в битві при Ель-Торо.
Сан-Мартін та О'Гіґґінс погоджувалися щодо того, що небезпека не зникне, доки віцекоролівство Перу не стане незалежною від Іспанії державою. Таким чином, армія і флот були готові до наступу на Перу. 1820 року Сан-Мартін та Кокрен очолили експедицію. Через те, що, на відміну від Кокрена, Сан-Мартін був розсудливою, нерішучою людиною, чилійські війська не змогли завдати поразки іспанцям у Перу, натомість це зробив Симон Болівар, що прибув туди з Колумбії. Перуанська незалежність була забезпечена внаслідок битви при Аякучо 1824 року.

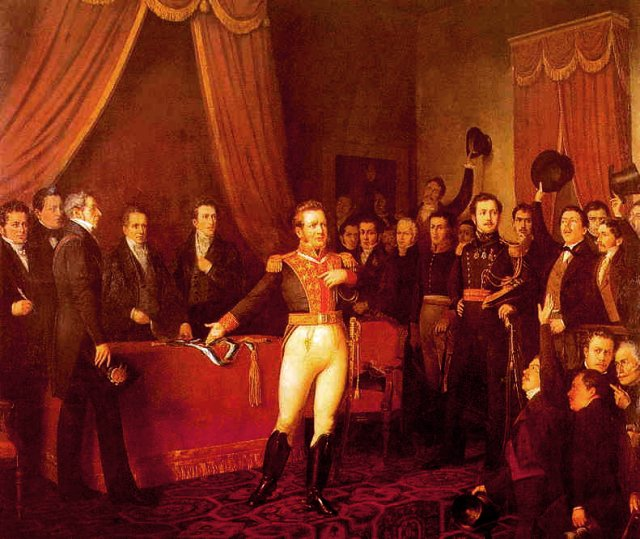
Зречення Бернардо О'Гіґґінса

Через тиск консервативної опозиції 28 січня 1823 року Бернардо О'Гіґґінс був змушений піти у відставку з посади Верховного правителя Чилі. Сталося це, зокрема, завдяки зусиллям та опору колишнього «головного соратника» О'Гіґґінса Рамона Фрейре. Він очолив Чилі після відставки О'Гіґґінса.

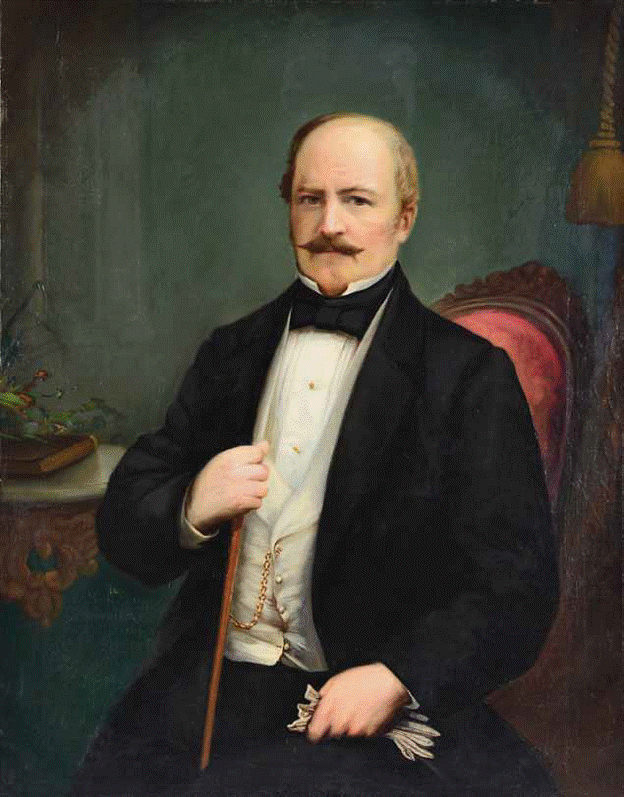
Рамон Фрейре

Останній осередок іспанського опору — архіпелаг Чилое — був приєднаний до Чилі внаслідок експедиції на чолі з Рамоном Фрейре 1826 року. Ця подія вважається завершенням війни за незалежність Чилі.

## Визнання Іспанією незалежності Чилі
24 квітня 1844 року президент Ради міністрів Іспанії, повноважний представник королеви Ізабелли II Луїс Гонсалес Браво та повноважний представник президента Чилі генерал Хосе Мануель Борґоньйо підписали у Мадриді Договір про мир і дружбу між Іспанією та Чилійською Республікою. Згідно з договором, Іспанія офіційно визнала незалежність Чилі. Угода набрала чинності 26 вересня 1845 року.

## Вплив на економіку
Війни за незалежність у Чилі (1810—1826) та в Перу (1811—1824) негативно вплинули на експорт чилійського зерна. Торгівля була припинена, а армії, що воювали в Чилі, розграбували сільські місцевості. Найбільш руйнівною був період смертельної війни, яка поклала початок бандитизму в Чилі, що був остаточно придушений тільки наприкінці 1820-х років. Після війни за незалежність торгівля з Перу повністю так і не відновилася.
1811 року чилійський уряд видав Декрет про свободу торгівлі, яким започаткував економічну політику вільної торгівлі. Цей захід дозволив Чилі в середині XIX століття відновити масовий експорт зернових, використавши можливості, створені каліфорнійською та австралійською золотими лихоманками.
1822 року уряд Бернардо О'Гіґґінса взяв значну позику у Великої Британії для продовження бойових дій. Через необхідність покриття боргу в Чилі настав дефолт. Проте держава змогла покрити його в 1840-х роках, користуючись сприятливими цінами на чилійські срібло, мідь та зерно на міжнародному ринку.